# Otto Numberger
Otto Numberger (* 1860; † 1926) war ein deutscher Architekt und Magistratsrat der ehemaligen Stadt Pasing.
Numberger hat sich um den Bau der am 16. Dezember 1908 eröffneten Straßenbahn München-Pasing verdient gemacht. Nach ihm wurde 1938 in Pasing-Obermenzing die 93 Meter lange Numbergerstraße benannt. Numberger war Büroleiter in August Exters „Baubüro der Exterschen Colonien“ und führte dieses nach dem Ausscheiden Exters 1897 zur Fertigstellung der laufenden Projekte bis 1900 fort.